# Yezoceryx continuus
Yezoceryx continuus är en stekelart som beskrevs av Chiu 1971. Yezoceryx continuus ingår i släktet Yezoceryx och familjen brokparasitsteklar. Inga underarter finns listade i Catalogue of Life.